# Parque estatal Watkins Glen
El parque estatal Watkins Glen (en inglés: Watkins Glen State Park) es un parque estatal del estado de Nueva York que se encuentra en la región de los lagos Finger, próximo a la localidad de Watkins Glen, al sur de Seneca Lake, en el condado de Schuyler. La parte inferior del parque está cerca del pueblo, mientras que la parte superior es un bosque abierto. Se abrió al público en 1863 y se gestionó de forma privada como centro turístico hasta 1906, cuando fue adquirido por el estado de Nueva York. Inicialmente conocido como reserva estatal Watkins Glen (State Reservation Watkins Glen), el parque fue administrado por primera vez por la American Scenic and Historic Preservation Society antes de ser entregado al control estatal total en 1911. Desde 1924, ha sido administrado por la Región de Finger Lakes de la Oficina de Parques, Recreación y Preservación Histórica del Estado de Nueva York (New York State Office of Parks, Recreation and Historic Preservation).
La pieza central del parque de 3,15 km² es un estrecho desfiladero de 120 m de profundidad cortado a través de la roca por un arroyo, el Glen Creek, que quedó colgando cuando los glaciares de la Edad del Hielo profundizaron el valle del Séneca, aumentando el gradiente de la corriente tributaria para crear rápidos y cascadas donde había capas de roca dura. Las rocas de la zona son sedimentarias de la edad devónica, parte de una meseta diseccionada que fue levantada con pocas fallas o distorsiones. Consisten principalmente en shales blandas, con algunas capas de arenisca y de caliza más duras.
El parque cuenta con tres senderos, abiertos desde mediados de mayo hasta principios de noviembre, por los que se puede subir o bajar el desfiladero. El Southern Rim y el Indian Trail corren a lo largo del borde boscoso del desfiladero, mientras que el Gorge Trail es el más cercano al arroyo y recorre, por debajo y siguiendo las 19 cascadas del parque a través de puentes de piedra y más de 800 escalones de piedra. Los senderos se conectan con el sendero Finger Lakes (Finger Lakes Trail), un sistema de senderos de 1300 km dentro del estado de Nueva York.

## Actividades y servicios
El parque cuenta con cómodos sitios para acampar, así como mesas de pícnic y pabellones, comida, área de juegos, una tienda de regalos, piscina, vertederos, duchas, programas de recreación, sitios para carpas y remolques, pesca, senderismo, caza y esquí de fondo. La tarifa de entrada para un día de pícnic es de $8 por automóvil. El parque está abierto todo el año, pero no todas las instalaciones están disponibles en todo momento.

## Geología

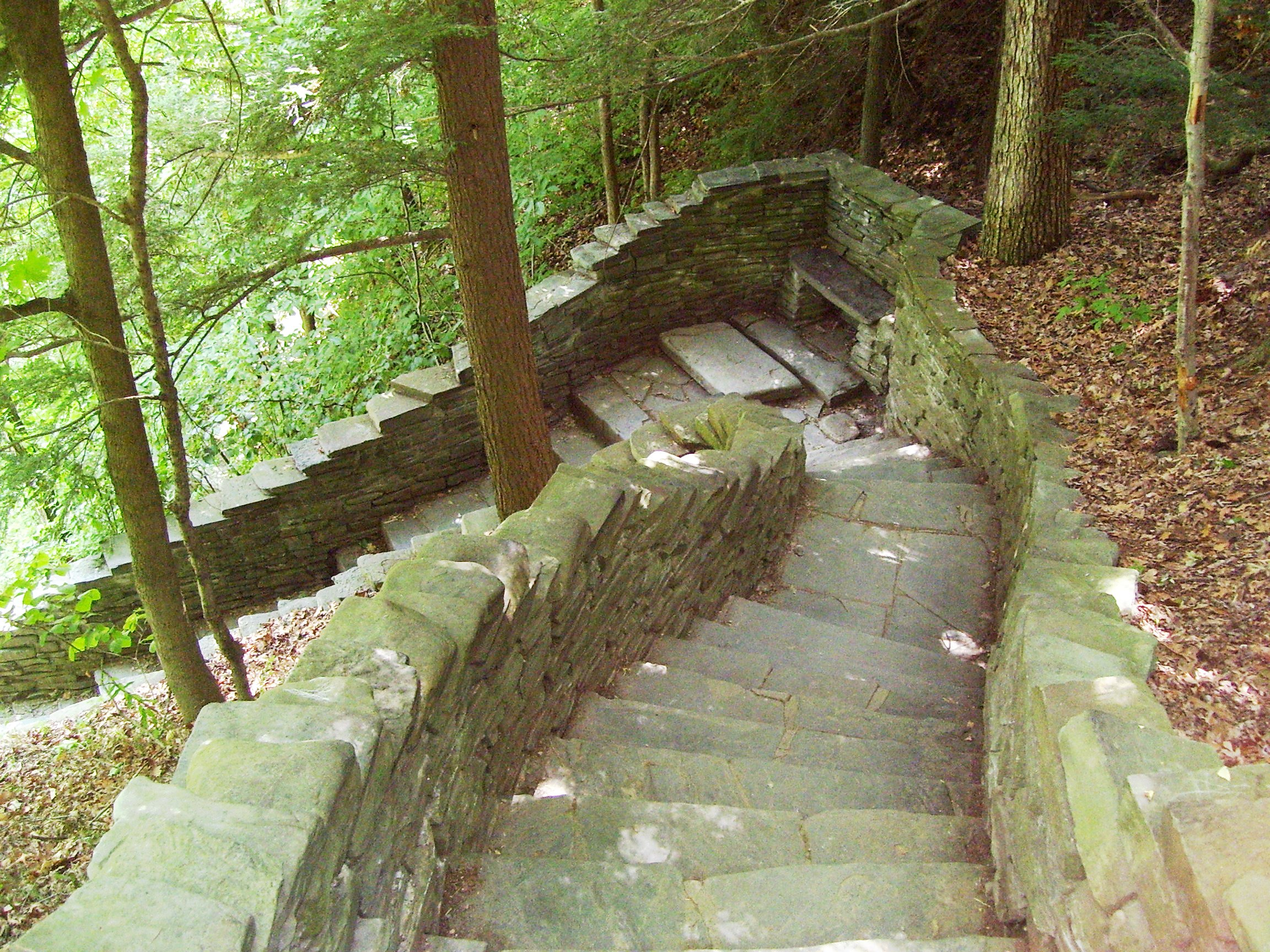
La escalera de Jacob, cerca de la entrada superior del parque, tiene 180 escalones de piedra, parte del total de 832 que hay en los senderos.

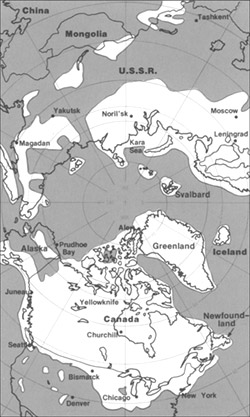
Mapa de hielo del norte del pleistoceno

Durante la era del Pleistoceno, una vasta área estuvo cubierta por el hielo en el momento de la máxima extensión del hielo glacial en el área del polo norte.  El movimiento de los glaciares de las capas de hielo de Laurentino y de Wisconsin dio forma a la región de los lagos Finger. Los lagos se originaron como una serie de arroyos que fluyen hacia el norte. Hace alrededor de dos millones de años, el primero de muchos glaciares continentales de la capa de hielo Laurentide se movió hacia el sur desde el área de la bahía de Hudson, iniciando la glaciación del Pleistoceno. Esos glaciares ensancharon, profundizaron y acentuaron los valles fluviales existentes. Los derrubios glaciales dejados por el hielo que se alejaba, que posiblemente incluyeran morrenas terminales, actuaron como presas, lo que permitió que se formaran lagos. A pesar de la profunda erosión de los valles, las tierras altas circundantes muestran poca evidencia de glaciación, lo que sugiere que la capa de hielo era delgada, o al menos incapaz de causar mucha erosión en esas altitudes más altas. El profundo corte de los valles por el hielo dejó algunos afluentes colgando muy por encima de los lagos: tanto Seneca como Cayuga tienen afluentes que cuelgan hasta 120 m sobre el suelo del valle.
Uno de esos valles colgantes, con vistas al extremo sur del valle del lago Seneca, se convirtió en el profundo desfiladero de Watkins Glen. La empinada caída del arroyo Glen en el valle Seneca creó un poderoso torrente que erosionó la roca subyacente, tallando cada vez más el cauce hacia las cabeceras del arroyo. Esa erosión no fue un proceso uniforme: la roca en el lugar comprende shale, piedra caliza y areniscas, y esos tipos de roca se erosionan a diferentes velocidades, dejando atrás una escalera de cascadas, caídas, pozas y marmitas. El parque estatal Watkins Glen protege abarca diecinueve cascadas espaciadas a lo largo de un sendero de aproximadamente 3,2 km de longitud.

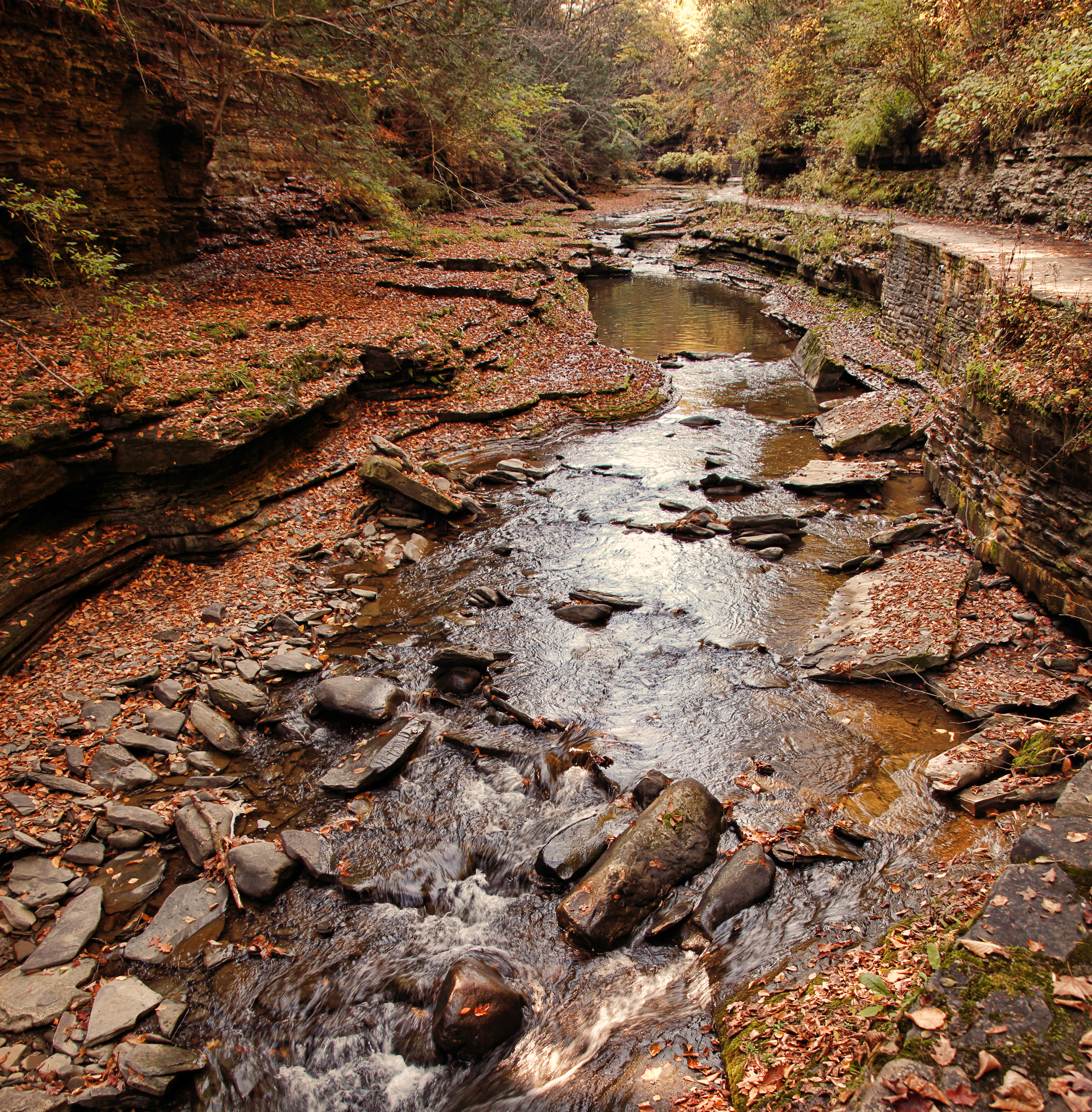
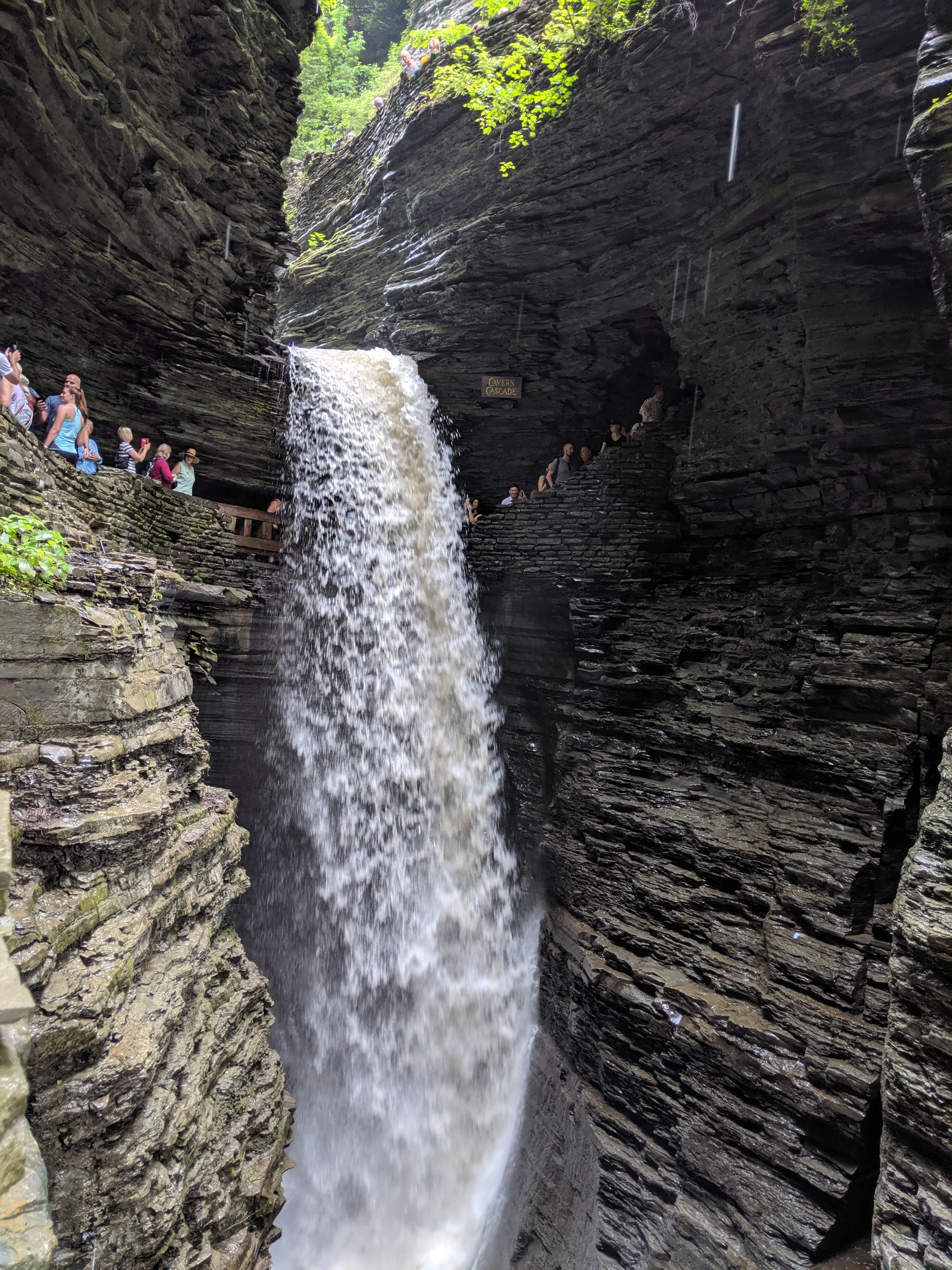
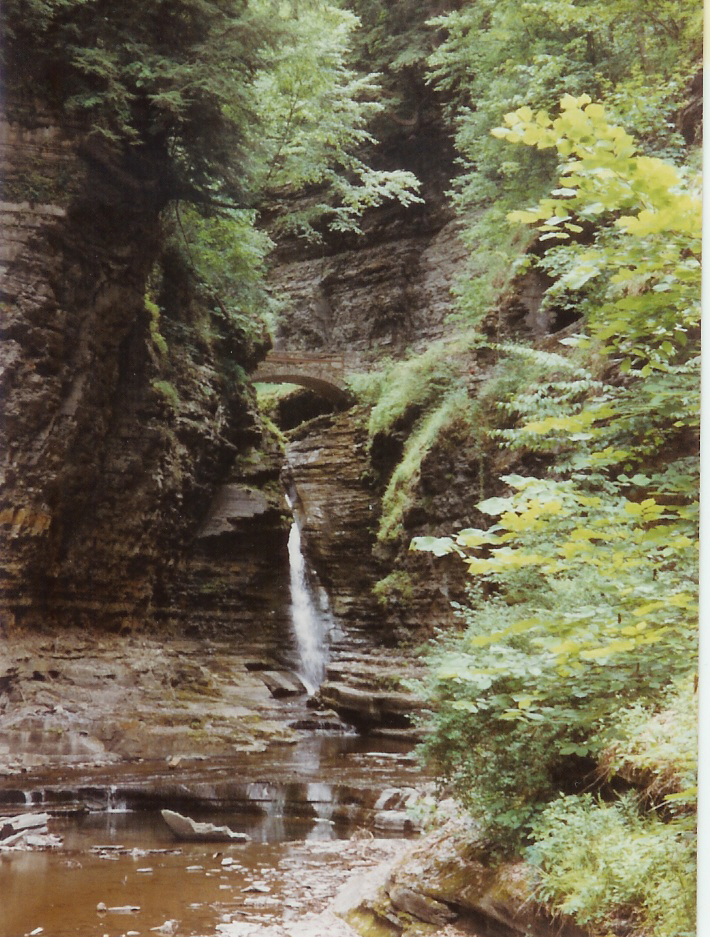
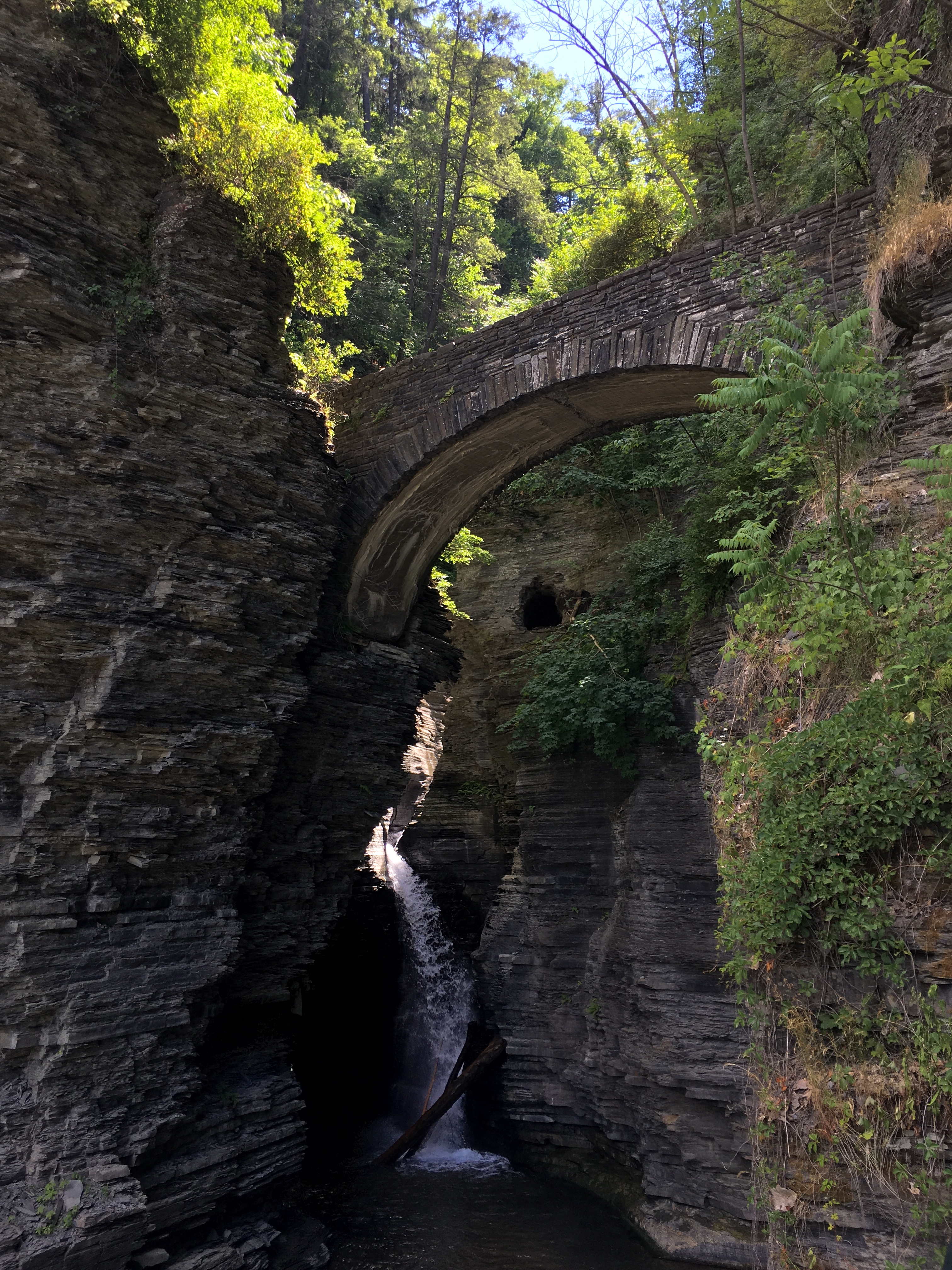
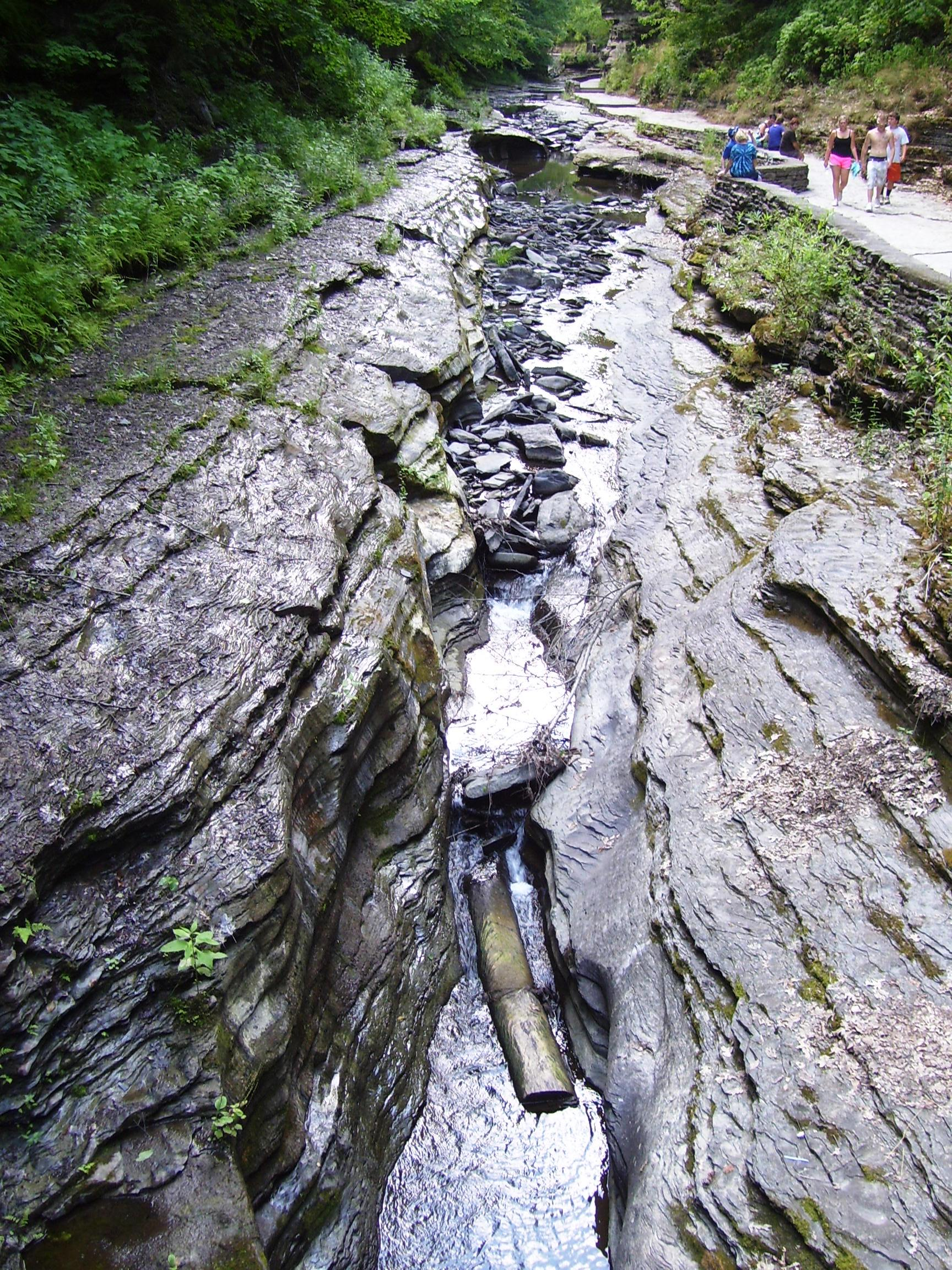
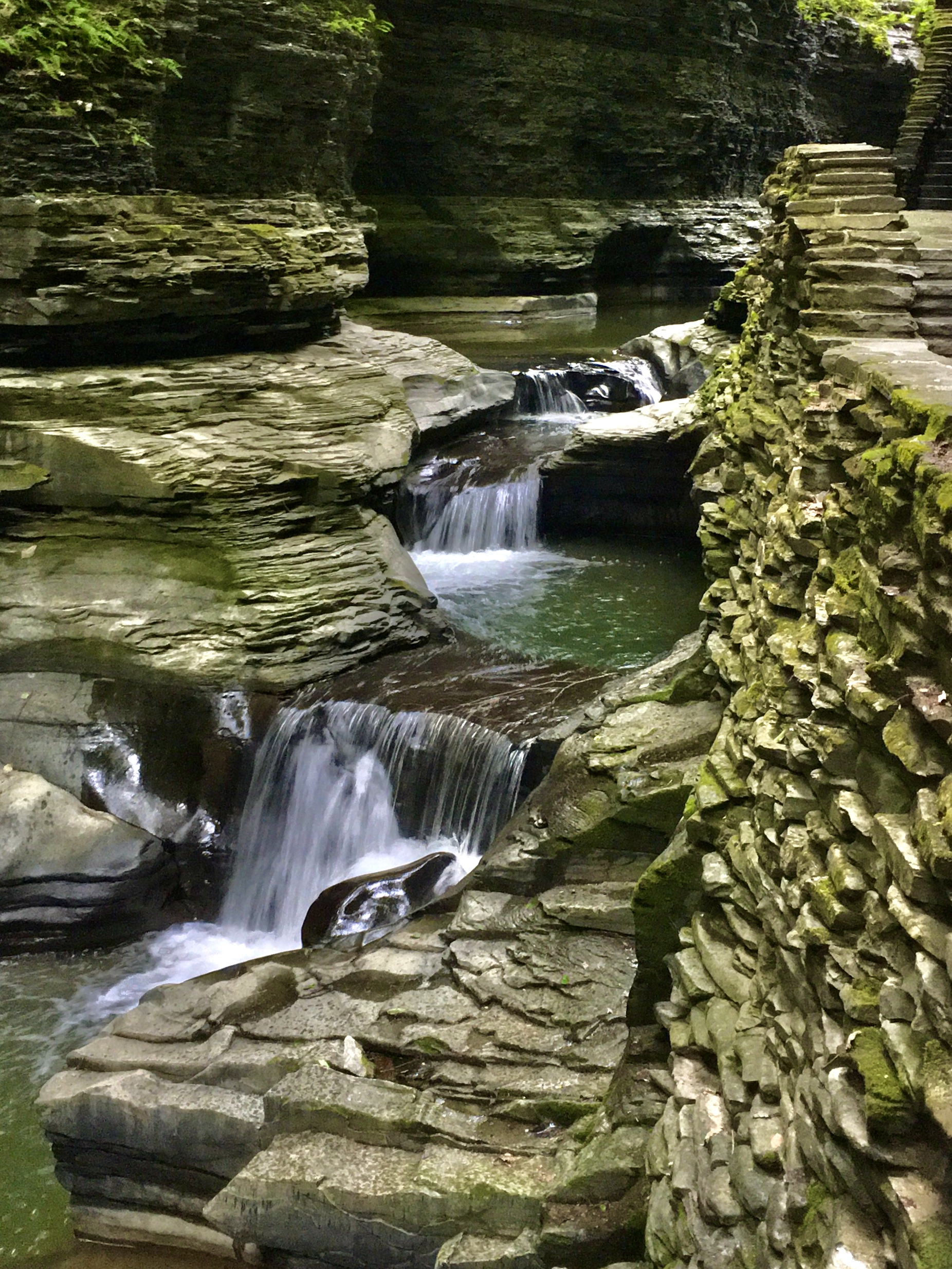